# Cherokee County (Texas)
 For alternative betydninger, se Cherokee County. (Se også artikler, som begynder med Cherokee County)
Cherokee County er et county i den amerikanske delstat Texas. Det ligger i den østlige dele af delstaten og grænser op til Smith County i nord, Rusk County i nordøst, Nacogdoches County i øst, Angelina County i sydøst, Houston County i sydvest, Anderson County i vest og mod Henderson County i nordvest.
Cherokee Countys totale areal er 2.750 km², hvoraf 25 km² er vand. I år 2000 havde amtet 46.659 indbyggere og administrationscenteret ligger i byen Rusk. Countyet er opkaldt efter cherokee-indianerne.

## Personer fra Cherokee County
- Ray Price († 2013), musiker[1]
- Ronald Wright, politiker i Repræsentanternes Hus (USA) († 2021)
- Robert Lee Nichols (1944-), politiker i Senatet (Texas)